# Révolte de Tambov
Pour les articles homonymes, voir Armée bleue (homonymie).
Guerre civile russe
La révolte de Tambov (1920-1921) fut l'une des révoltes paysannes les plus importantes et les mieux organisées contre le régime bolchévique durant la guerre civile russe. L'insurrection eut lieu sur le territoire du gouvernement de Tambov, à moins de 500 km de Moscou. Un des principaux chefs de la rébellion fut Alexandre Antonov, un ancien membre du Parti socialiste révolutionnaire, ce qui amena les autorités soviétiques à qualifier le mouvement d’Antonovchtchina et ses partisans d’Antonovtsi.

## Historique
La révolte démarra à la suite de la réquisition forcée du grain (communément appelée prodrazvyorstka) par les autorités bolchéviques. En 1920, les réquisitions furent portées de 18 à 27 millions de pouds dans la région. Les paysans réduisirent leur production de grain sachant que tout ce qu'ils ne consommeraient pas serait confisqué. Remplir les quotas équivalait à mourir de faim. La révolte débuta le 19 août 1920 dans la petite ville de Khitrovo, où se forma une armée paysanne locale baptisée armée bleue, par opposition aux autres armées de la guerre civile. Contrairement aux autres armées vertes ayant essaimé dans toute la Russie, l'armée bleue se reposait sur une organisation politique : l'« Union des paysans travailleurs », d'inspiration socialiste-révolutionnaire. Un congrès élu à Tambov abolit l'autorité soviétique et vota la création d'une assemblée constituante indépendante ; il fut également décidé de donner toute la terre aux paysans.
La révolte de Tambov fut une des raisons qui poussèrent les bolchéviks à remplacer la Prodrazviorstka par la prodnalog (en). Le 2 février 1921, le parti bolchévik décida de faire circuler un avis parmi les paysans de la région annonçant le remplacement de la Prodrazviorstka. L'arrêté fut confirmé officiellement au Xe congrès du parti. Le 9 février 1921, les premiers avis circulèrent dans la région de Tambov.

## Chronologie
Alexandre Antonov, membre radical du Parti socialiste révolutionnaire, rejoignit l'aile bolchévique durant la révolution russe en 1917, avant de faire volte-face lorsque ces derniers instaurèrent leurs premières réformes agraires en 1918. Antonov débuta une série d'attaques contre les autorités bolchéviques dans la région de Tambov et devint une sorte de héros populaire parmi les masses paysannes. Les troupes soulevées étaient très efficaces, certaines étaient même infiltrées au sein de la Tchéka. En octobre 1920, l'armée paysanne comptait plus de 50 000 hommes, renforcée par de nombreux déserteurs de l'Armée rouge. En janvier 1921, la révolte se répandit aux régions de Samara, Saratov, Tsaritsyne, Astrakhan et de Sibérie.
Devant la menace de l'insurrection, les bolchéviks créèrent une « Commission plénipotentiaire du comité central exécutif panrusse du parti bolchevik pour la liquidation du banditisme dans le gouvernement de Tambov ». La révolte fut écrasée par des unités de l'Armée rouge commandées par Mikhaïl Toukhatchevsky. Le maréchal Joukov reçut sa première décoration lors de l'opération. L'insurrection était si développée que près de 30 000 soldats furent employés, dont des détachements spéciaux de la Tchéka. L'Armée rouge utilisa l'artillerie lourde et des trains blindés.
Mikhaïl Toukhatchevsky et Vladimir Antonov-Ovseenko signèrent un ordre, daté du 12 juillet 1921, qui stipulait : « Les forêts où les bandits se cachent doivent être nettoyées par l'utilisation de gaz toxique. Ceci doit être soigneusement calculé afin que la couche de gaz pénètre les forêts et tue quiconque s'y cache. »
Pour autant, cet ordre, soumis à discussion, provoqua un scandale. Des restrictions dans l'usage des gaz furent imposées, ce qui en pratique les interdisait (stipulant qu'il fallait « prendre des mesures exhaustives pour sauver le bétail qui se trouve dans la sphère d'action des gaz »). À ce sujet, Le livre noir du communisme, comme Jean-Jacques Marie sont d'accord, le second apportant les précisions des circonstances évoquées précédemment.  
Les autorités bolchéviques ouvrirent sept camps de concentration, où au moins 50 000 personnes furent internées, principalement des femmes, des enfants, des vieillards, certains servant d'otages. La mortalité dans les camps atteignait les 15 à 20 % par mois. En janvier 1921, Antonov recourut à la conscription afin d'augmenter ses effectifs. Il réussit à former deux armées de campagne. Ces armées consistaient en 21 « régiments », avec un effectif total estimé à entre 20 et 50 000 hommes. Ces armées étaient bien structurées et organisées, et possédaient leurs propres insignes et uniformes. Cependant, les autorités soviétiques qualifièrent les Antonovtsi de bandes de koulaks désorganisées et de bandits.
Le soulèvement fut graduellement étouffé durant l'année 1921. Antonov fut tué en 1922, lors d'une tentative d'arrestation. Les pertes totales parmi la population de la région de Tambov sont estimées à 240 000 personnes au moins.